# Alaska Mental Health Enabling Act
Accord avec l’État de l'Oregon (1900)
L'Alaska Mental Health Enabling Act de 1956 (Public Law 84-830) est une loi du Congrès votée pour améliorer les soins de santé mentale sur le territoire américain de l'Alaska. Enjeu d'une controverse politique majeure, la « loi Sibérie » (comme l’appellent ses opposants) serait, pour certains, l'un des éléments d'un complot communiste pour hospitaliser et laver le cerveau des Américains. Pour d'autres opposants, cette loi fait partie d'un complot juif, catholique ou psychiatrique international destiné à établir des camps de concentration de l'Organisation des Nations unies aux États-Unis.
Déposée originellement par le Parti démocrate, la loi a ensuite été combattue par ce même parti. Une seconde mouture fut donc déposée par le sénateur républicain conservateur, Barry Goldwater. Cette modification retire du projet les dispositions les plus critiquées. C'est sous cette forme que la loi a été adoptée par le Sénat des États-Unis. Encore aujourd'hui, cette controverse joue encore un rôle de premier plan dans la campagne contre la psychiatrie de l'Église de Scientologie.
La loi a atteint son objectif initial ; établir un système de soins de santé mentale pour l'Alaska financé par les revenus des terres affectées à une société fiduciaire. Cependant, au cours des années 1970 et au début des années 1980, les hommes politiques de l'Alaska ont consciemment démembré le trust destiné à financer le dispositif. La propriété des terres les plus précieuses ayant été transférée à des particuliers ou à d'autres organismes d'État. Le démembrement des actifs a finalement été jugé illégal après plusieurs années de procès, une société fiduciaire reconstituée a pu être recréée au milieu des années 1980.
De nos jours, le système de santé mentale en Alaska est donc financé par le « Mental Health Trust Land Office » et géré par « l'Alaska Mental Health Trust Authority ».

## Contexte de la loi

### Première institution: traitement par l'hôpital Morningside
Avant la loi de 1956, l'Alaska ne possède pas d'institution de santé mentale. Au moment de la discussion de la loi, l'Alaska n'est pas un État des États-Unis, mais uniquement un « territoire des États-Unis ».

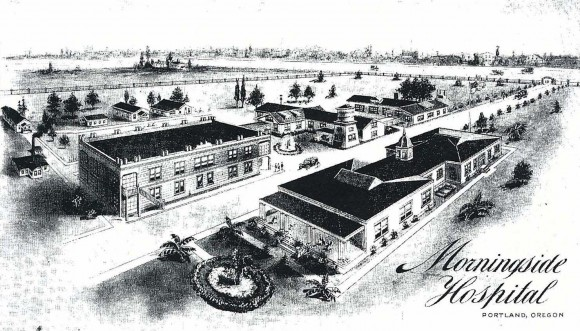
Vue du sanatorium Morningside, vers 1925

Le traitement des malades mentaux est régi par un accord avec l’État de l'Oregon datant du début du XXe siècle. Le 6 juin 1900, le Congrès des États-Unis promulgue une loi autorisant le gouvernement de l'Alaska à fournir des soins de santé mentale pour ses habitants. En 1904, un contrat est signé avec l'hôpital Morningside (en) situé à Portland en Oregon et propriété privée de Henry Waldo Coe (en). Les malades mentaux d'Alaska sont envoyés à l'hôpital pour traitement selon une procédure établie. Les personnes accusées d'être malades mentales sont présentées devant un jury de six personnes, chargé de déterminer qui est fou et qui ne l'est pas. De manière générale, le patient est conduit en prison pendant l'examen de sa santé mentale jusqu'à sa libération ou son transfert à Portland ; à aucun moment de cette procédure, un examen médical ou psychiatrique n'est requis.

### Critique de cet arrangement
Dans les années 1940, cet état de fait commence à être critiqué. En 1948, une série d'études est conduite par l'Association médicale américaine. En 1950, le Département de l'Intérieur complète les résultats de ses études. Le programme est considéré comme ayant de nombreux défauts : procédures devant le jury archaïques, long voyage à Portland ayant un effet négatif sur les patients et de leurs familles... En outre, un audit du contrat hospitalier a constaté que la société qui possédait l'hôpital, avait surestimé ses dépenses pour augmenter le coût du contrat. Cela lui a permis de réaliser un bénéfice de plus de 69 000 $ par an (ce qui équivaut à plus de 588 000 $ par année aux prix de 2007).
Les études ont recommandé une refonte complète du système, avec le développement d'un programme de santé mentale État interne à l’État de l'Alaska. Cette proposition a été largement soutenue par le public et les politiciens. Au début de 1956, à la deuxième session du 84e Congrès, représentant Edith Green (D-Oregon) a présenté le projet de loi sur la santé mentale de l'Alaska (H.R. 6376) à la Chambre des représentants des États-Unis. Le projet de loi avait été écrit par Bob Bartlett, délégué du Congrès du Territoire de l'Alaska, qui est devenu plus tard sénateur américain. Le sénateur Richard L. Neuberger (D-Oregon) a sponsorisé une loi équivalente au Sénat enregistrée sous S. 2518.

## Détails de la loi

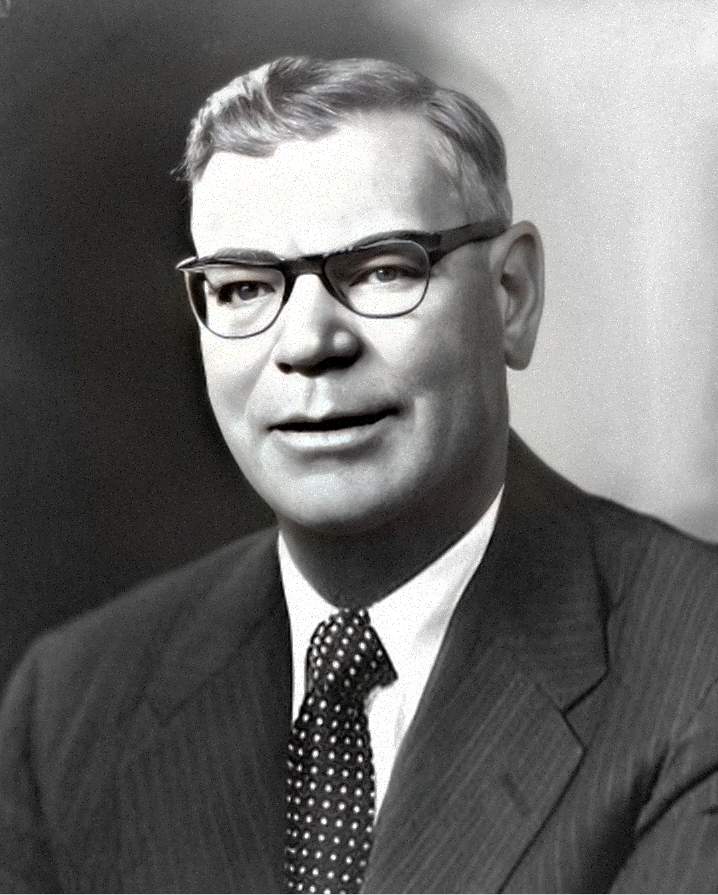
Délégué de l'Alaska (et plus tard sénateur) Bob Bartlett, auteur de la loi originale.

L'objectif déclaré du projet de loi de santé mentale de l'Alaska était de « transférer du gouvernement fédéral dans le territoire de l'Alaska responsabilité fondamentale de l'hospitalisation, les soins et le traitement des malades mentaux de l'Alaska ». Dans le cadre de cet objectif, il vise :
- à moderniser les procédures pour cette hospitalisation (y compris engagement), les soins et le traitement, et d'autoriser le territoire de modifier ou de remplacer ces procédures;
- d'aider à fournir pour le territoire des installations nécessaires à un programme de santé mentale globale en Alaska, y compris hospitaliers et ambulatoires des installations;
- de prévoir une concession de terre dans le territoire pour aider à placer le programme sur une base à long terme ferme;
- et de prévoir un programme de dix ans, des subventions-en-aide au territoire pour permettre progressivement le territoire d'assumer la totalité des coûts d'exploitation du programme[7]

Le projet de loi prévoyait une subvention en espèces de 12,5 millions $ (environ 94 millions $ aux prix de 2007) pour être versé au gouvernement de l'Alaska dans un certain nombre de phases, pour financer la construction des établissements de santé mentale sur le territoire. Pour répondre aux coûts permanents du programme, le projet de loi a transféré un million d'acres (4,000 km2) de terres appartenant au gouvernement fédéral en Alaska à la propriété du projet Health Trust nouvelle Alaska mentale comme une subvention en aide-le gouvernement fédéral possédait environ 99 % des terres de l'Alaska à l'époque. La trust serait alors en mesure d'utiliser les actifs de la terre transférée (principalement minières et forestières droits) pour obtenir un flux de revenus en cours pour financer le programme de santé mentale de l'Alaska. Des dispositions similaires avaient appliqué dans d'autres territoires américains pour soutenir la fourniture d'installations publiques préalables à la réalisation de L’État.
En outre, le projet de loi a autorisé le gouverneur de l'Alaska à conclure des accords de traitement de la santé mentale réciproques avec les gouverneurs des autres EPremière page de la loi d'établissement de la santé mentale en Alaska.tats. Les alaskiens, devenus malades mentaux dans les 48 états inférieurs seraient correctement traités localement jusqu'à ce qu'ils puissent être retournés à l'Alaska. De même, les citoyens de la partie inférieure 48 qui sont tombés malades mentaux en Alaska recevrait des soins là-bas, avant d'être renvoyés à leur État d'origine.
Le projet de loi a été considéré comme tout à fait anodin quand il a été introduit le 16 janvier 1956. Il bénéficie d'un soutien bipartisan, et le 18 janvier, il a été adopté à l'unanimité par la Chambre des représentants. Il a ensuite chuté au Sénat d'examiner le projet de loi équivalent dans la chambre supérieure, S. 2518, qui devait avoir un passage tout aussi tranquille après les audiences prévues pour commencer le 20 février.

## Controverse

### Opposition d'origine

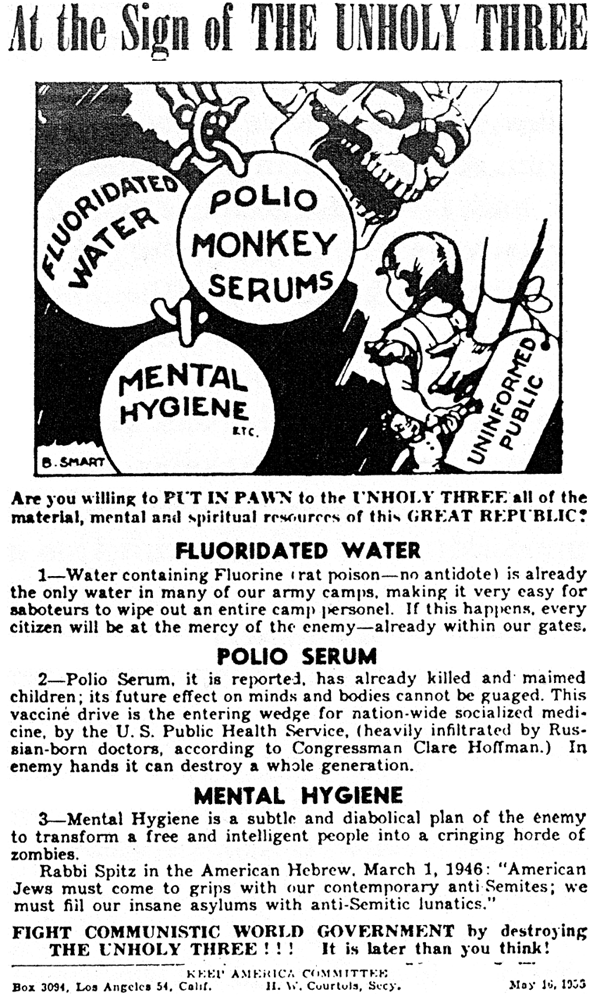
Prospectus anti-hygiène mental, Keep America Committee, mai 1955.

En décembre 1955, un petit groupe de femmes anti-communistes en Californie du Sud — le Forum des relations publiques américaine — (en VO : American Public Relations Forum ou APRF), a lancé un appel urgent aux armes dans son bulletin mensuel. Il a mis en évidence le texte proposé de la loi sur la santé mentale de l'Alaska, le qualifiant de "celui qui arrive en tête tous". Les auteurs d'affichage a commenté: "Nous ne pouvions pas aider à se rappeler que la Sibérie est très près de l'Alaska et depuis il est évident n'a besoin d'une telle grande concession de terre, on se demandait si elle pourrait être une Sibérie américaine." Ils ont dit que le projet de loi "enlève tous les droits du citoyen américain pour demander un procès devant jury et lui [auto] protéger contre railroaded à un asile par un « ami »relative ou avide ou, comme le dit le projet de loi de l'Alaska, 'une partie intéressée ".
L'APRF c'était déjà opposé à la législation sur la santé mentale en 1955. Il avait joué un rôle-clé installant le passage de trois projets de loi de santé mentale à l'Assemblée de la Californie. Il faisait partie d'un réseau plus large d'organisations d'extrême-droite qui a opposé la psychiatrie et de la psychologie comme étant pro-communiste, anti-américain, anti-chrétienne et pro-juive Le Keep America Committee, un autre groupe "SuperPatriot" californien, résume l'humeur de santé anti-mentale à l'extrême droite dans une brochure publiée en mai 1955. Appel partie «hygiène mentale» des «trois impie» du «communiste Gouvernement Mondial ", il a déclaré:« l'hygiène mentale est un plan subtil et diabolique de l'ennemi pour transformer un peuple libre et intelligent dans une horde de zombies rampants ".
Les membres de l'APRF combattaient avec une bien plus grande organisation, Minute Women of the U.S.A.., une organisation nationale de femmes au foyer anti-communistes qui aurait compté jusqu'à 50.000 membres. À la mi-janvier 1956, la "Minute Woman" Leigh F. Burkeland de Van Nuys, en Californie a publié un bulletin pour protester contre le projet de loi. Il a été Miméographe pour la rubrique État de California de la revue des femmes minute et envoyé à travers le pays. Le 24 janvier 1956, le fortement journal anti-étatiste Santa Ana Register reproduit la déclaration de Burkland sous le titre, "Maintenant - Sibérie, U.S.A." Burkeland a émis un avertissement sinistre de ce que l'avenir pourrait tenir si la loi sur la santé mentale de l'Alaska a été adopté par le Sénat:

### Suite de la campagne d'opposition
Après que le Sante Ana Register ait publié son article, un réseau national de militants a commencé une campagne véhémente tentant de torpiller le projet de loi sur la santé mentale de l'Alaska. Les militants comprenaient, différents groupes et individus, dont le suprématiste blanc Gerald L. K. Smith; Women for God and Country; le For America League; Minute Women of the U.S.A. .; l'agitateur de droite Dan Smoot; l'ancien anti-catholique brigadier général de l'armée des États-Unis Herbert C. Holdridge; et l’Église de Scientologie de L. Ron Hubbard, fondée seulement deux ans plus tôt.

De plus en plus fortes déclarations ont été faites par les adversaires du projet de loi par le cours du printemps et de l'été 1956. Dans son Février 17 bulletin, Dan Smoot a dit à ses abonnés : « Je ne doute pas que la Loi sur l'Alaska de la santé mentale a été écrit par sincère, bien les hommes intentionnés ». Néanmoins, il se glisse dans un motif sinistre qui a été formait depuis l'organisation des Nations unies a été organisée ". Dr George A. Snyder d'Hollywood a envoyé une lettre à tous les membres du Congrès dans lequel il réclamait une enquête sur les promoteurs de la loi de santé mentale d'Alaska pour "éléments de trahison contre le peuple américain derrière le front du programme de santé mentale». Le Keep America Comité de Los Angeles a appelé de même les partisans du projet de loi un «gang de conspiration" qui doit être "étudié, mis en accusation, ou au moins démis de ses fonctions" pour trahison. brigadier-général retraité Herbert C. Holdridge a envoyé une lettre ouverte au Président Dwight Eisenhower le 12 mars, dans laquelle il a appelé le projet de loi «une tentative ignoble d'établir un camp de concentration dans les déchets d'Alaska". Il continua:
Ce projet de loi établit une arme de violence contre nos citoyens beaucoup plus méchant que jamais rien connu dans l'histoire - bien pire que les camps de prisonniers de Sibérie des tsars ou les communistes, ou la violence de l'Inquisition espagnole... Le tracé de la méchanceté révélés dans ce projet de loi pue assez de l'odeur du mal des forces noires des jésuites qui dominent le Vatican, et, à travers officiants dans notre gouvernement, dominer notre politique.
Pour leur part, les associations professionnelles de la santé de l'Amérique (notamment l'American Medical Association et l'American Psychiatric Association) se sont prononcés en faveur du projet de loi. Il y avait une certaine opposition initiale de l'Association des médecins et chirurgiens américains, un petit et extrêmement conservatrice corps qui oppose la médecine socialisée; Dr L. S. Sprague de Tucson, Arizona a déclaré dans son bulletin d'information mars 1956, que le projet de loi élargit la définition de la santé mentale pour couvrir "tout de la chute des cheveux aux ongles incarnés". Cependant, l'association a modifié sa position après il est devenu clair que l'AMA a pris le point de vue opposé.
En mars 1956, il a été dit à Washington que le montant de la correspondance sur le projet de loi a dépassé rien vu depuis la ligne des hautes eaux précédent de controverse publique, la Loi sur prêt-bail de 1941. De nombreux épistoliers protestaient à leurs représentants au Congrès que le projet de loi était «anti-religieux» ou que la terre soit transférée à l'Alaska Mental Health Trust serait clôturé et utilisé comme un camp de concentration pour les ennemis politiques de divers gouverneurs d'État. Le célèbre animateur radio Fulton Lewis a décrit comment il avait "reçu, littéralement, des centaines de lettres protestant amèrement contre le projet de loi. J'ai aussi reçu des appels téléphoniques de la Californie, du Texas et d'autres régions du pays. Les membres du Congrès déclarent avoir reçu des réactions identiques". Une lettre imprimée dans le journal Daily Oklahoman en mai 1956 résume un grand nombre des arguments avancés par les opposants du projet de loi:
Au cours des mois de février et mars 1956, audiences ont eu lieu devant le Sous-comité sénatorial sur les territoires et les affaires insulaires. Les partisans et les adversaires du projet de loi se sont affrontés dans une série d'échanges tendus, avec des accusations fortes étant portées contre les personnes et les groupes impliqués dans l'introduction de ce projet de loi. Stephanie Williams du Forum des relations publiques américaine a déclaré que le projet de loi permettrait à la Russie de reprendre son ancien territoire de l'Alaska: "[Il] ne contient rien pour empêcher la Russie d'acheter l'ensemble des millions d'acres - disent-ils déjà l'Alaska leur appartient."
Mme Ernest W. Howard du Comité patriotique des femmes sur la défense nationale a fustigé l'atonie du Congrès pour ne pas ramasser sur les dangers perçus du projet de loi: «Ceux d'entre nous qui ont été dans l'étude et le travail de recherche des Nations Unies, nous estimons que nous sommes des experts dans ce... vous en tant que sénateurs avec tous les nombreux engagements et les nombreuses exigences, ne sont pas en mesure d'aller dans toutes ces choses ". John Kaspar, un organisateur du Conseil des citoyens blancs qui avaient acquis une notoriété pour démarrer une émeute raciale à Clinton, dans le Tennessee, a déclaré que «presque cent pour cent de toute thérapie psychiatrique est juif et environ quatre-vingts pour cent des psychiatres sont juifs... une race particulière est l'administration de cette chose particulière ». Il a fait valoir que les Juifs étaient nationalistes d'un autre pays qui tentaient de "usurper la nationalité américaine»,.

### Discussion de la loi au Parlement

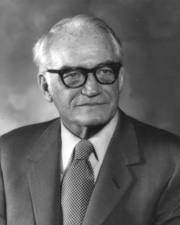
Le sénateur Barry Goldwater, sponsor de la version finale de la loi

Les arguments des adversaires du projet de loi ont attiré peu de soutien au Sénat. L'administration Eisenhower, le gouvernement territorial Alaska et les groupes religieux traditionnels étaient tous en faveur du projet de loi. L'église presbytérienne de l'Alaska a donné le projet de loi son soutien unanime, publiant une déclaration déclarant:. «En tant que citoyens chrétiens de l'Alaska nous pensons que cela est une mesure progressive pour les soins et le traitement des malades mentaux de l'Alaska. Nous déplorons les méthodes actuelles archaïques de la manipulation de notre malade mental." Il a également exhorté le Conseil national des Églises de mobiliser un soutien pour le projet de loi. Une écrasante majorité des sénateurs des deux parties étaient également favorables. auteur original du projet de loi, délégué Alaska Bob Bartlett, a parlé pour beaucoup de partisans du projet de loi quand il a exprimé sa perplexité à la réponse qu'il avait reçue :
Je suis tout à fait à une perte pour tenter de comprendre les raisons pour lesquelles certaines personnes et certains groupes ont commencé une campagne de lettres... pour vaincre l'acte. Je suis sûr que si les auteurs de la lettre consulteraient les faits, ils se joindre à tous les autres, non seulement dans l'espoir de cette loi deviendrait la loi, mais en travaillant pour son adoption rapide et l'approbation.
D'autres sénateurs ont exprimé mystifications similaires à l'agitation contre le projet de loi. Le sénateur, Henry M. Jackson de Washington a déclaré qu'il était "à perte" pour voir comment le projet de loi la religion affectée, que ses adversaires ont dit. Le sénateur Alan Bible du Nevada, président par intérim du Sous-comité sur les territoires et les affaires insulaires, déclara aux opposants du projet de loi que rien dans le projet de loi permettrait la suppression de toute non-Alaska sur le territoire de confinement.

Le sénateur républicain Barry Goldwater de l'Arizona a proposé un projet de loi amendé qui a supprimé les procédures d'engagement dans le titre I de la loi de la Chambre et a déclaré que «Rien dans le présent titre ne doit être interprétée comme permettant d'autoriser le transfert à l'Alaska, conformément à un accord ou autrement, de toute mentalement personne malade qui n'est pas un résident de l'Alaska ". En effet, ce qui a éliminé la plus controversée élément la disposition du projet de loi pour le transfert des malades mentaux des 48 états inférieurs à l'Alaska. La dernière recommandation du Comité sénatorial sur l'Intérieur et Insulaires Affaires a suivi l'exemple de Goldwater que le projet de loi soit modifié de façon à frapper tous les «dispositions détaillées pour l'engagement, l'hospitalisation et les soins des malades mentaux de l'Alaska" controversés inclus dans le titre I de la Maison originale facture. Cette proposition modifiée a laissé que le transfert de la responsabilité des soins de santé mentale sur le territoire de l'Alaska et l'établissement de concessions de terres pour soutenir ces soins. Le comité a souligné qu'ils ne sont pas invalidantes le titre des dispositions I du projet de loi d'origine, mais qu'ils avaient été mal compris, un thème récurrent dans les partisans du projet de loi:
Toutefois, les dispositions proposées ont été mal compris par beaucoup de personnes dans les régions du pays autre que l'Alaska. En partie à cause de ce malentendu, mais plus parce que les membres du comité sont convaincus que les habitants de l'Alaska sont pleinement capables de rédiger leurs propres lois pour un programme de santé mentale pour l'Alaska, le comité a conclu que l'autorité devrait être investie en eux ce domaine comparable à celui des États et d'autres territoires.
Ainsi modifié, le projet de loi du Sénat (S. 2973) a été adoptée à l'unanimité par le Sénat le 20 juillet, après seulement dix minutes de débat,.

## Conséquences
Après l'adoption de la loi, une fiducie de santé mentale de l'Alaska a été mis en place pour administrer les terres et les subventions affectées au financement du programme de santé mentale de l'Alaska. Pendant les années 1970, la question des terres de la confiance est devenue de plus en plus controversée, avec l'état à venir sous la pression croissante de développer la terre pour un usage privé et récréatif. En 1978, l'Assemblée législative de l'Alaska a adopté une loi pour abolir la confiance et transférer les parcelles les plus précieux de terres à des particuliers et le gouvernement. En 1982, 40.000 acres (160 km2) a été communiquée aux municipalités, 50.000 acres (200 km2) transférés à des particuliers, et un peu plus de 350.000 acres (1,400 km2) désignés comme les forêts, les parcs ou les zones sauvages. Environ 35 pour cent de la fiducie foncière est resté inutilisé et propriété de l'État.
En 1982, un résident de l'Alaska, Vern Weiss a déposé une plainte au nom de son fils, qui avait besoin de services de santé mentale qui ne sont pas disponibles en Alaska. Le cas de Weiss v État de l'Alaska a fini par devenir un recours collectif portant sur une gamme de groupes de soins de santé mentale. La Cour suprême de l'Alaska a statué en 1985 que l'abolition de la confiance avait été illégale et a ordonné à reconstituer. Cependant, comme une grande partie de la terre d'origine avaient été transférés de là, les parties devaient se soumettre à une série longue et complexe de négociations pour résoudre la situation. Un règlement final a été atteint en 1994, dans laquelle la confiance a été reconstitué avec 500.000 acres (2,000 km2) de terres en fiducie initiale, 500.000 acres (2,000 km2) de terres de remplacement, et 200 millions $ pour remplacer le revenu et les actifs perdus.

## L'avis de la Scientologie sur la loi pour la santé mentale en Alaska
La loi sur la santé mentale de l'Alaska joue un rôle majeur dans l'Église du compte de Scientologie de sa campagne contre la psychiatrie. L'Église a participé à la campagne contre le projet de loi et fait toujours référence à lui comme le "Sibérie Bill". La Scientologie a probablement fourni un élément important de la «preuve» que les militants anti-bill utilisés - un livret intitulé : Lavage de cerveau : Synthèse des manuels scolaires russe sur la psychopolitique, qui a été largement attribué à L. Ron Hubbard (voir manuel de lavage de cerveau).

### Position de la Scientologie
Le site officiel de l'Église affirme que le projet de loi était «la tentative de psychiatrie pour établir un million d'acres (4,000 km2) Sibérie type camp pour les patients de santé mentale en Alaska, loin des regards indiscrets des défenseurs des libertés civiles" qui "sans doute... était assez loin des routes bien voyagé du monde pour permettre aux psychiatres de procéder à leur contrôle de l'esprit et d'autres expériences sur une population captive, sans entrave par l'éclat de la publicité." Cela donnerait des psychiatres le pouvoir de veiller à ce que «Tout homme, femme ou enfant pourraient être saisis et envoyés sans procès en Alaska, privés des droits humains et civils et détenus pour toujours, tous sans jugement ou à l'examen." D'après Freedom, magazine officiel de l'Église de Scinetologie:
les responsables de l'Église ont exprimé leur conviction que l'American Psychiatric Association a intensifié son "intérêt à détruire les organisations Dianétique et la Scientologie... quand l'Église de Scientologie oppose activement un projet de loi dont l'introduction au Congrès avait été sécurisé par l'APA.... L'APA a été bien conscient de qui était derrière la réponse massive qui a vaincu la loi, et ils n'oublia jamais, comme on le voit à partir de quelques-unes des attaques de ses membres générés ".

### Miscavige surNightline
De même, David Miscavige, chef de l’Église en 1992, a dit Ted Koppel dans une interview sur le programme Nightline:

### Théories du complot
Dans Ron's Journal 67, Hubbard identifie "les personnes derrière la loi Sibérie", qui d'après lui sont
moins que 12 hommes. Il y a des hommes de la Banque d'Angleterre et d'autres hauts cercles financiers. Ils possèdent et contrôlent des journaux d'actualités assez curieusement, les directeurs de tous les groupes de santé mentale dans le monde qui ont vu le jour. Maintenant, ces gars sont boursiers très intéressantes: Ils ont des antécédents fantastiquement corrompus; enfants illégitimes; greffe de gouvernement; beaucoup très peu recommandables. Et ils ont apparemment, parfois dans le passé assez lointain, avaient déterminé sur un plan d'action. Être dans le contrôle de la plupart des fournitures d'or de la planète, ils sont entrés dans un programme d'amener tous les gouvernements à la faillite et sous leur pouce, de sorte qu'aucun gouvernement serait en mesure d'agir sur le plan politique sans leur permission..
Selon David Miscavige, le projet de loi est le fruit d'un complot ourdi par l'American Psychiatric Association. Dans un discours public en 1995, il a dit scientologues qu'il était "en 1955 que les agents de l'American Psychiatric Association ont rencontré sur Capitol Hill pour éperonner la maison Bill Sibérie infâme, appelant à un camp de concentration secret dans les déchets de l'Alaska." Il était "ici que M. Hubbard, comme le leader d'une nouvelle et dynamique mouvement religieux, frappé que la Sibérie Bill droite de l'anneau - infligeant un coup, ils ne l'oublierait jamais."  
L'affirmation que les scientologues ont défait le projet de loi est faite fréquemment dans la littérature Scientologie. En fait, la version originale du projet de loi avec les dispositions incriminé Titre d'engagement Je n'adopté par la Chambre des représentants; il a ensuite été modifiée en conférence de grève la partie d'engagement et de conserver le transfert de la responsabilité des soins de santé mentale. Le projet de loi révisé adopté facilement, sans autres changements.

### Publications contemporaines
Les publications contemporaines de l'Église suggèrent que, bien que Hubbard traquait les progrès du projet de loi au moins aussi tôt que Février 1956, la Scientologie ne sont pas devenus impliqués dans la controverse jusqu'au début de mars 1956, plus de deux mois après le Forum des relations publiques américaine avait d'abord rendu public le projet de loi . A Mars "Bulletin du professionnel vérificateur» émis par Hubbard, qui séjournait à Dublin à l'époque, comprend un télégramme de son fils, basé à Washington L. Ron Hubbard, Jr. et deux autres scientologues lui alertant les prochaines audiences du Sénat Février:

MAISON BILL 6376 ADOPTÉ 18 janvier ARRÊT GOES SÉNAT LA SEMAINE PROCHAINE ARRÊT PROJET DE LOI PERMET ADMISSION DE LA PERSONNE À INSTITUTION MENTALE PAR APPLICATION ÉCRITE DE LA PERSONNE INTERESSE AVANT LES PROCÉDURES JUDICIAIRES SONT TENUS DE DISTRIBUTION STOP AVEC OBLIGATION PATIENT être présent à AUDIENCE ARRÊT QUELQU'UN PEUT ÊTRE EXCLUS DE L'AUDIENCE ARRÊT BILL concerne ALASKA AU MOMENT ARRÊT BILL INSTALLE UN MILLION ACRES SIBERIAN [sic] EN ALASKA POUR LES INSTITUTIONS ET ARRET LETTRE BILL SUIVI ARRET quelle mesure vous voulez prendre.

Bien que l'église dit que les scientologues ont conduit l'opposition à ce projet de loi, le compte rendu des Congrès des audiences du Sénat dans le projet de loi ne mentionne pas l'église. Un examen contemporain de l'opposition au projet de loi attribue également le rôle principal ailleurs et à des groupes d'extrême-droite, plutôt que les «libertés civiles» des organisations citées par l'église:

Seuls quelques groupes organisés ont derrière la teinte et cri. Le plus influent était l'Association libertaire des médecins et chirurgiens, et le bulletin de Dan Smoot. des groupes de droite ont bombardé le Congrès avec des protestations et exige des audiences.